# George Dempsey
George Alexander Dempsey, född den 11 augusti 1905 i Cootamundra, död den 3 augusti 1985 i Poughkeepsie, var en australisk bancyklist. Som amatör representerade han Australien vid Olympiska spelen i Paris 1924 i sprint (vann de två första loppen, men gick sedan inte vidare till final), och 50-kilometersloppet (obestämd placering). Efter OS blev han professionell, vann Sydneys sexdagars 1925 och emigrerade sedan till USA där han fortsatte köra sexdagarslopp och vann ytterligare två. Han blev även amerikansk mästare i sprint 1933.

## Meriter

### Sexdagarslopp
| 1925/1926 Vinnare av Sydneys sexdagars (dec.) med Ken Ross 1928/1929 3:a i Chicagos sexdagars (okt./nov.) med César Debaets 3:a i New Yorks sexdagars (jan.) med Norman Hill 1930/1931 3:a i Montréals sexdagars (apr.) med Laurent Gadou 1931/1932 2:a i Philadelphias sexdagars (mar.) med William Peden 1933/1934 3:a i New Yorks sexdagars (dec.) med Robert Walthour Jr. 3:a i Chicagos sexdagars (okt./nov) med Robert Thomas | 1934/1935 2:a i Philadelphias sexdagars (okt.) med Robert Thomas 2:a i Louisvilles sexdagars (feb.) med Tommy Flynn 3:a i Detroits sexdagars (okt.) med Robert Thomas 1935/1936 Vinnare av Oaklands sexdagars (jan.) med Lew Rush 2:a i Clevelands sexdagars (nov.) med Eddy Testa 1936/1937 Vinnare av Oaklands sexdagars (feb.) med Cecil Yates 2:a i Minneapolis sexdagars (dec.) med William Peden 3:a i San Franciscos sexdagars (jan.) med Robert Walthour Jr. |

### Övrigt
1933
 Amerikansk mästare i sprint